# Gyeongsan
Gyeongsan est une ville de la Corée du Sud, dans la province du Gyeongsang du Nord.

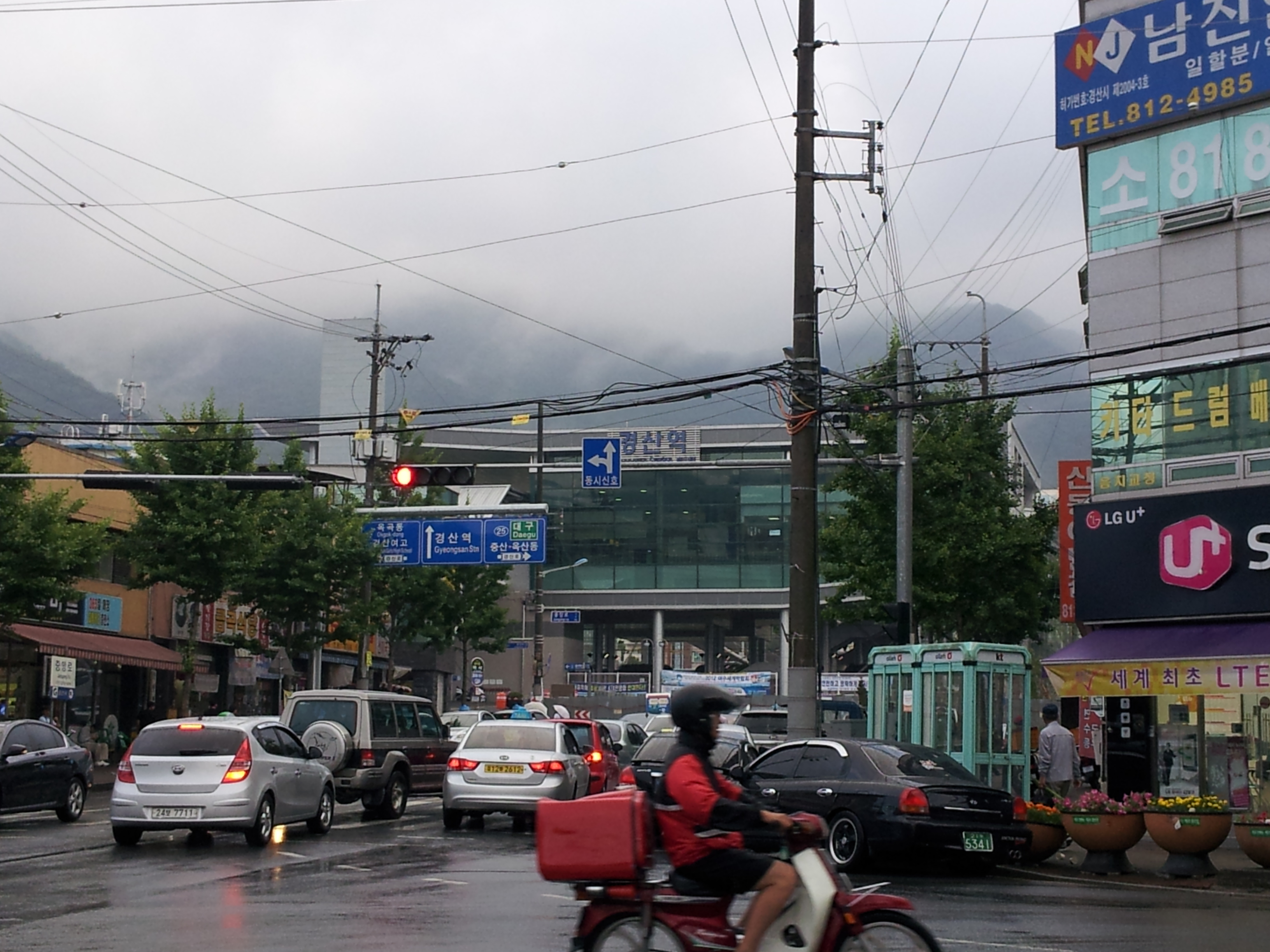
Gare de Gyeongsan vue depuis l'intersection de la gare

## Éducation
Plusieurs universités :
- Université de Daegu
- Université catholique de Daegu
- Université de Gyeongil
- Université Yeungnam